# Lahaina
Lahaina – jednostka osadnicza w Stanach Zjednoczonych, w hrabstwie Maui.